# Førde kommun
Førde kommun (norska: Førde kommune) var en kommun i landskapet Sunnfjord i dåvarande Sogn og Fjordane fylke i västra Norge. Den administrativa huvudorten var staden Førde. Namnet Førde kommer av ordet "fird" som betyder fjord. 
Kommunen omfattade en del av Jostedalsbreen nationalpark.
Førde kommun upphörde den 31 december 2019 då den tillsammans med kommunerna Gaular, Jølster och Naustdal bildade nya Sunnfjords kommun.

## Historia
Någon gång under 1100-talet byggdes den första kyrkan i Førde. Sedan dess har tre till kyrkor byggts på samma plats, den senaste från 1885.

## Externa länkar

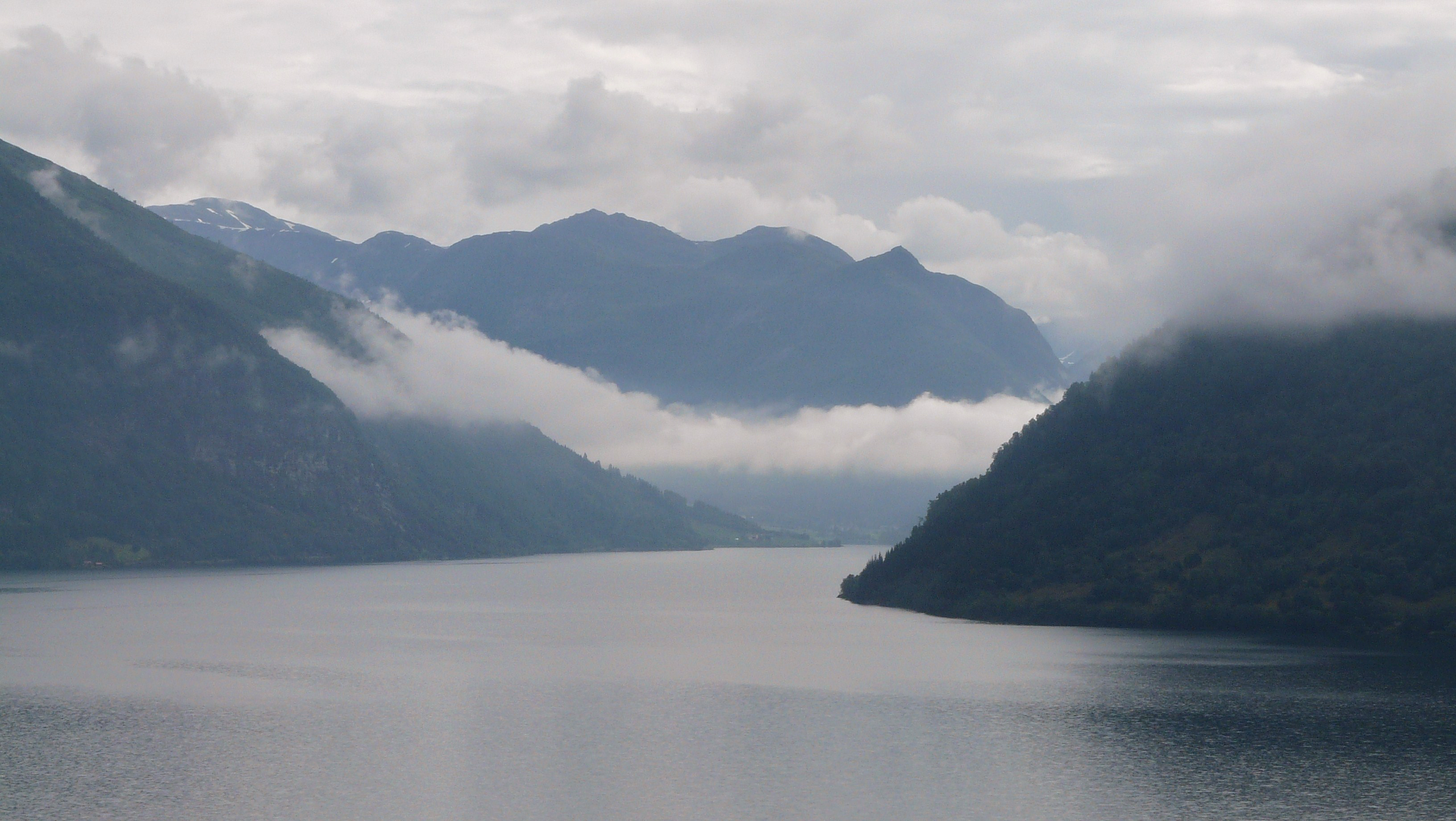
Haukedalsvatnet